# Uloborus walckenaerius
Uloborus walckenaerius este un păianjen araneomorf, cribellat, din familia Uloboridae. 

## Etimologie
Specia a fost numită în onoarea savantului francez Charles Athanase Walckenaer

## Descriere
Lungimea corpului femele este de până la 6 mm, al mascului până la 4 mm.Prosoma acestei specii este de culoare gri închis, acoperită cu fire de păr alb, lăsând unele regiuni neacoperite. Picioarele sunt maro cu dungi albe. Devin maturi sexual în luna iulie, rareori în august

## Modul de viață
Preferă să trăiască în lucurile calde și deschise, fară vegetație foarte înaltă ca arbuști, arbori (asemenea stepelor). El țese pânză orizontală, aproape de sol, cu ajutorul cribellumului. Uneori pe pânză este prezentă o formațiune îngroșată de mătase în formă de zigzag, numită stabilimentum.

## Răspândire
Se întâlnește în Palearctic, și anume: Europa, Africa de Nord, Orientul Apropiat, Caucaz, Asia Centrală, China, Mongolia, Japonia. 